# The Rajah (album)
The Rajah è un album di Lee Morgan, pubblicato dalla Blue Note Records nel 1984. Il disco fu registrato il 29 novembre 1966 al Van Gelder Studio di Englewood Cliffs, New Jersey (Stati Uniti).

## Tracce
Lato A
1. A Pilgrim's Funny Farm – 13:31 (Calvin Massey)
2. The Rajah – 9:09 (Lee Morgan)

Lato B
1. Is That So? – 5:15 (Duke Pearson)
2. Davisamba – 6:44 (Walter Davis)
3. What Now My Love? – 5:20 (Gilbert Bécaud)
4. Once in a Lifetime – 5:50 (Anthony Newley, Leslie Bricusse)

## Musicisti
- Lee Morgan - tromba
- Hank Mobley - sassofono tenore
- Cedar Walton - pianoforte
- Paul Chambers - contrabbasso
- Billy Higgins - batteria